# 4117 Wilke
4117 Wilke este un asteroid din centura principală, descoperit pe 24 septembrie 1982 de Freimut Börngen.